# Milking the Sacred Cow
Milking the Sacred Cow (en español - Ordeñando a la vaca sagrada) es un álbum recopilatorio de la banda de Hardcore punk Dead Kennedys, publicado en octubre de 2007. Está compuesto de canciones de todos los álbumes de estudio de la banda, excepto del último trabajo, Bedtime for Democracy. Adicionalmente, contiene dos canciones en vivo, "Soup Is Good Food" y "Jock-O-Rama", cuyas versiones en estudio pueden encontrarse en el álbum Frankenchrist. 

## Lista de canciones
1. "California Über Alles" (Jello Biafra, John Greenway)
2. "Police Truck" (East Bay Ray, Jello Biafra)
3. "Kill the Poor" (East Bay Ray, Jello Biafra)
4. "Holiday in Cambodia" (Dead Kennedys)
5. "Nazi Punks Fuck Off" (Jello Biafra)
6. "Too Drunk to Fuck" (Jello Biafra)
7. "Viva Las Vegas" (Doc Pomus, Mort Shuman)
8. "Moon Over Marin" (East Bay Ray, Jello Biafra)
9. "Halloween" (Dead Kennedys)
10. "MTV Get off the Air" (Jello Biafra)
11. "Soup Is Good Food" (Live) (Dead Kennedys)
12. "Jock-O-Rama"  (Live) (Jello Biafra)